# Regiunea Atsimo-Andrefana
Regiunea Atsimo-Andrefana este una dintre cele 22 unități administrativ-teritoriale de gradul I (faritra) ale Madagascarului. Reședința sa este orașul Toliara.